# Eugenia earthiana
Eugenia earthiana är en myrtenväxtart som beskrevs av P.E.Sánchez. Eugenia earthiana ingår i släktet Eugenia och familjen myrtenväxter.
Artens utbredningsområde är Costa Rica. Inga underarter finns listade i Catalogue of Life.